# Sprzążkownica białożółtawa
Sprzążkownica białożółtawa (Anomoloma albolutescens (Romell) Niemelä & K.H. Larss.) – gatunek grzybów z rodziny Amylocorticiaceae.

## Systematyka i nazewnictwo
Pozycja w klasyfikacji według Index Fungorum: Anomoloma, Amylocorticiaceae, Amylocorticiales, Agaricomycetidae, Agaricomycetes, Agaricomycotina, Basidiomycota, Fungi.
Po raz pierwszy w 1912 r. opisał go Lars Romell, nadając mu nazwę Polyporus albolutescens. Później zaliczany był do rodzajów Anomoporia, Fibuloporia lub Poria, w 2007 r. Tuomo Niemelä i Karl-Henrik Larsson przenieśli go do rodzaju Anomoloma. Synonimy:
- Anomoporia albolutescens (Romell) Pouzar 1966
- Anomoporia myceliosa f. albolutescens (Romell) Bondartseva 1972
- Fibuloporia albolutescens (Romell) Domański 1971
- Polyporus albolutescens Romell 1911
- Poria albolutescens (Romell) Egeland 1914

W 2003 r. Władysław Wojewoda zarekomendował polską nazwę sprzążkownica białożółtawa dla synonimu Anomoporia albolutescens. Jest niespójna z aktualną nazwą naukową.

## Morfologia
Bazydiokarp
Grzyb kortycjoidalny o jednorocznym, rozpostartym owocniku do 2 mm grubości, łatwo oddzielającym się od podłoża, bez charakterystycznego smaku. Brzeg w stanie świeżym biały, po wysuszeniu żółty, promieniście strzępiasty, czasami szeroki, a czasami z żółtymi ryzomorfami. Rurki o długości do 2 mm, powierzchnia porów kremowa lub lekko żółtawa, zwykle wysycha do jednolicie pomarańczowo-żółtej, matowa. długości, pory na początku okrągłe, później stają się kanciaste (2–) 3–4 na mm, czasami zlewające się, krawędzie cienkie, całe. Kontekst o grubości do 1 mm, w górnej części żółtawo-biały, w dolnej siarkowożółty, miękkowłóknisty, ale wytrzymały, ciągły z tramą. Hymenium tworzące cienką, wyraźną warstwę.
Cechy mikroskopowe
System strzępkowy monomityczny, w kontekście strzępki generatywne o średnicy 2–4 µm, rzadko lub umiarkowanie rozgałęzione, cienkościenne, z częstymi sprzążkami. Trama ciągła z kontekstem i zbudowana z podobnych strzępek. Hymenium o grubości 14–16 µm, cystyd brak. Podstawki 10–12 × 4,5–5 µm, maczugowate. Bazydiospory 3–4,5 × 2–3,5 µm, szkliste, gładkie, amyloidalne, nieco podłużne z zaokrąglonymi końcami, czasami tak krótkie, że wydają się prawie owalne.

## Występowanie i siedlisko
Znane jest występowanie Anomoloma albolutescens w Ameryce Północnej, Europie, Azji, Australii i na Nowej Zelandii. W Polsce do 2003 r. jedyne jej stanowisko, ale bez określenia miejsca, podali Leif Ryvarden i Robert Lee Gilbertson w 1993 r.
Nadrzewny grzyb saprotroficzny występujący na silnie spróchniałych nagonasiennych lub rzadko okrytonasiennych.